# Анохин, Александр Константинович
Согласно архивным данным, которые исследовал в 2009 году, Александр Киркевич в своей повести "Дух пламенеющий" нужно прекратить все домыслы о самоубийстве А.К. Анохина. Киркевич пишет дословно: "Наконец, я хочу разочаровать оккультных романтиков, которые обсуждали самоубийство Анохина, который задушил себя шарфом с помощью скаутского узла, и его нашли, сидящим в позе Бафомета. Не было этого и в помине. Анохин не планировал самоубийства,
он надеялся на то, что в деле разберутся. Если бы случилось самоубийство, то в деле были бы протоколы, докладные записки или какие-нибудь официальные бумаги.
Анохин заболел. Скорее всего, это был грипп или воспаление легких, возможно тиф.
Никаких документов в деле.
Вот что я нашел, что позволяет как-то пролить свет на то, что с ним случилось. Из его писем:
«...Как скауты? Что дома? Не забрали ли машинку, как с деньгами. Ох мне все это обидно и тяжело, но твердо верю и надеюсь. Как нибудь через Хазанова передай мне дорожную маленькую аптеку. Закажи порошки от расстройства на всякий случай. Спасибо за все. Получаю передачи молоко, хлеб. Керосина пока больше не надо, так как меня перевели в лучшую камеру. Отсутствие книг теперь сказывается, но я не унываю и твердо надеюсь на скорое выяснение своего дела».
Из другого письма: «Если нужны будут деньги - продавайте книги и все, что придется: возможно на днях переведут в Лукьяновскую тюрьму, тогда будем иметь связь через Семена /Д-ра Боярского/, а пока все, что надо через Хазанова».
Очевидно, поскольку дело касалось служебного расследования, Анохина содержали в одном из помещений ГубЧК, возможно там же, где и был Особый Отдел, на Лютеранской 23.Представьте себе февраль и март в Киеве в 1920 году. Какое-нибудь подвальное помещение, сырое и холодное. Анохин сжигает керосин, чтобы как-то обогреться, ему передают лекарства. Конец марта, помощи в его деле нет. Он напрасно надеялся на Хазанова. Очевидно, состояние здоровья Анохина ухудшается. Скорее всего, его в Лукьяновскую тюрьму так и не перевели, а при тюрьме была больница со знакомым доктором. Хазанову этого не нужно. Нужно, чтобы все связи были только через него.
Наконец, в Особый Отдел XII-й армии поступает запрос на бланке Управления чрезвычайного уполномоченного по борьбе с эпидемиями Киевского района:
«Препровождая при сем заявление преподавателя Университета С.Д.ТИМОФЕЕВА предлагаю сообщить может ли быть освобожден из под ареста д-р АНОХИН».
На запросе стоит дата 4 апреля 1920 года и резолюция начальника Отдела Личного Состава: «Ответить, что Анохин умер». По дате 5 апреля трудно судить, относится ли она к дате ответа или дате смерти. Больше никаких сведений нет. Так официально и ответили.
Так что, не нужно фантазировать на темы смерти Анохина. Он умер, то что называется, естественной смертью. 
Александр Константинович Анохин (14 августа 1882, Дружковка — 1920, Киев) — киевский врач, пропагандист спорта, в частности тяжёлой атлетики, теоретик и тренер. Первый в Киеве владелец официального диплома «Тренер по тяжёлой атлетике» (1908). В 1913 году стал председателем Киевского олимпийского комитета. Председатель Оргкомитета Российской олимпиады, прошедшей  в августе 1913 года в Киеве. Организатор турнира тяжеловесов Первой всероссийской олимпиады. Редактор киевского спортивного журнала «Красота и сила».

## Биография
Родился 14 августа 1882 года в селе Дружковка Бахмутского уезда Екатеринославской губернии. В 1910 году окончил медицинский факультет Киевского университета Св. Владимира.
С 1906 года преподаёт гимнастику в Реальном училище Ф.  Альдингера, также работает преподавателем на Высших женских курсах профессора, доцента А. А. Карницкого по гимнастике и физическим упражнениям. В 1909-1910 годах преподавал в Киевском первом коммерческом училище. С 1908 года преподавал гимнастику в Киевском атлетическом и гимнастическом обществе. Тренировал тяжелоатлетов в студенческом кружке Киевского университета..
Занимался врачебной практикой. Увлекался популярными молодёжными движениями «Сокол» и скаутами. С 1913 года был редактором киевского спортивного журнала «Красота и сила». Это было передовое специализированное научно-педагогическое издание: «независимый орган физического воспитания с научно-спортивным отделом». Пытался на страницах журнала рассмотреть актуальные вопросы теории и практики физического воспитания различных групп населения, развитию видов спорта.
Был основателем и деятельным руководителем скаутской организации в Киеве, а также председателем Киевского спортивного общества. В 1915 году доктором Александром Анохиным был создан первый в Киеве отряд герлскаутов — девочек-разведчиц. До конца года в Киеве было уже около 700 разведчиков и 150 разведчиц.
Под псевдонимом Б. Росс печатался в дореволюционной периодике — журналах «Геркулес», «Сила и здоровье», «Спорт», «Спортсмен» — со статьями по физической культуре, спорту и олимпийскому движению.
После Октябрьской революции работал в Особом отделе XII Красной Армии, был резидентом ВУЧК в Киеве. В 1920 году арестован Киевским ГубЧК. Покончил жизнь самоубийством.

### Список произведений
- Естественная система физических упражнений. Русская система гимнастики // Физическое воспитание и спорт. — 1910. — № 5. — С. 3-32.
- Спорт и пресса // Русский спорт.  — 1912. — № 53. — С. 16-17
- Стадион в Киеве // Русский спорт.  — 1916.  — № 48. — 27 ноября. — С. 4.
- Волевая гимнастика: Психо-физиологические движения. — 16-е изд. — Харьков: Пролетарий, 1930. — 48 с. — 10 000 экз.